# 杨谷 (南宋)
杨谷（？—？），越州上虞县（今浙江省上虞市）人，南宋政治人物。

## 生平
嘉定十五年（1225年），宋宁宗驾崩後，宰相史弥远密谋拥立成国公赵昀，命杨谷和其弟杨石告知杨皇后，杨皇后不同意。杨谷兄弟哭诉，说如果不从，祸变必生。杨皇后最终同意，立赵昀为帝，是为宋理宗。
宝庆元年（1225年）正月，宋理宗下诏以奉国军节度使杨谷、保宁节度杨石一起升为开府仪同三司。十一月，杨石进封新安郡王。杨谷进封永宁郡王。宝庆三年（1227年）正月，以册宝礼成，以杨谷、杨石一起升为少傅。绍定元年（1228年）正月，杨谷、杨石一起升为少师。端平二年（1235年）三月，杨谷、杨石一起升为太师，不久推辞免除。宝祐元年（1253年）八月，宋理宗赐杨次山谥号惠节，杨谷谥号敏肃，杨石谥号忠宪。

## 家族
父杨次山與宋宁宗之杨皇后結誼聯宗，成為國舅。